# Macroglossum fukienensis
Macroglossum fukienensis är en fjärilsart som beskrevs av Chu och Wang 1980. Macroglossum fukienensis ingår i släktet Macroglossum och familjen svärmare. Inga underarter finns listade i Catalogue of Life.